# Campionati americani femminili di pallacanestro Under-20
I Campionati americani femminili di pallacanestro Under-20 sono una competizione cestistica americana per le giocatrici sotto i 20 anni che hanno avuto luogo ogni quattro anni tra le squadre nazionali dei continenti, organizzata da FIBA Americas, la Federazione Americana di Pallacanestro. La prima edizione si tenne nel 2002 in Brasile.

## Albo d'oro
| Anno | Sede              | 1º posto    | 2º posto | 3º posto  |
| ---- | ----------------- | ----------- | -------- | --------- |
| 2002 | Ribeirão Preto    | Stati Uniti | Brasile  | Argentina |
| 2006 | Città del Messico | Stati Uniti | Brasile  | Canada    |